# Cameron Clark
Cameron Clark (Phoenix, Arizona, 16 de septiembre de 1991) es un jugador de baloncesto estadounidense que pertenece a la plantilla de Eastern Sports Club de Hong Kong. Con 2,01 metros de estatura, juega en la posición de pívot.

## Trayectoria deportiva
Es un jugador formado en su periplo universitario en los Oklahoma Sooners y tras no ser drafteado en 2014, Clark firmó por Los Angeles Clippers para disputar la NBA Summer League.
El 24 de julio de 2014, firmó un contrato por el Vanoli Cremona de la Serie A.
En 2015, Clark fichó por los Milwaukee Bucks para jugar la NBA Summer League y el 7 de septiembre firmaría un contrato de 1 año con el equipo israelí del Ironi Nahariya.
En 2016 es contratado a prueba una semana por el Élan Sportif Chalonnais francés.
El 11 de febrero de 2021, firma por el Ratiopharm Ulm de la Basketball Bundesliga.
En la temporada 2021-22, firma por el Baskets Oldenburg de la Basketball Bundesliga.
Clark jugó el tramo final de la temporada 2023 de la LNBP con los Halcones Xalapa.
En octubre de 2024 se unió al Eastern Sports Club de Hong Kong para jugar la Commissioner's Cup de la PBA y la East Asia Super League.